# Tông Chó
Tông Chó (danh pháp khoa học: Canini) là một tông bao gồm các loài dạng chó thuộc phân họ Chó (Caninae), và là nhóm chị em của tông Vulpini gồm các loài dạng cáo. Canini được hình thành cách đây 9 triệu năm. Tông này ban đầu được đại diện bởi Eucyon, chủ yếu là bởi Eucyon davisi đã phổ biến khắp Bắc Mỹ và là cơ sở cho các thành viên khác của tông. Các loài của tông này còn có tên gọi không chính thức là chó thực sự.

## Phân loại
| Phân tông                         | Miêu tả              | Hình ảnh | Chi                            | Loài |
| --------------------------------- | -------------------- | -------- | ------------------------------ | --- |
| Canina Fischer de Waldheim, 1817  | Chó dạng sói.        |          | Canis Linnaeus, 1758           | - Canis lupus familiaris - Canis lupus - Canis rufus - Canis lycaon - Canis latrans - Canis aureus - Canis anthus - Canis simensis |
| Canina Fischer de Waldheim, 1817  | Chó dạng sói.        |          | Cuon Hodgson, 1838             | - Cuon alpinus |
| Canina Fischer de Waldheim, 1817  | Chó dạng sói.        |          | Lupulella Hilzheimer, 1906     | - Lupulella adusta - Lupulella mesomelas                                                                                           |
| Canina Fischer de Waldheim, 1817  | Chó dạng sói.        |          | Lycaon Brookes, 1827           | - Lycaon pictus - †Lycaon sekowei Hartstone-Rose et al., 2010                                                                      |
| Canina Fischer de Waldheim, 1817  | Chó dạng sói.        |          | †Cynotherium Studiati, 1857    | - † Cynotherium sardous |
| Canina Fischer de Waldheim, 1817  | Chó dạng sói.        |          | †Eucyon Tedford and Qiu (1996) | - † Eucyon davisi |
| Canina Fischer de Waldheim, 1817  | Chó dạng sói.        |          | †Aenocyon Merriam, 1918        | - † Aenocyon dirus |
| Cerdocyonina Tedford et al., 2009 | Chó dạng cáo Nam Mỹ. |          | Speothos Lund, 1839            | - Speothos venaticus - †Speothos pacivorus                                                                                         |
| Cerdocyonina Tedford et al., 2009 | Chó dạng cáo Nam Mỹ. |          | Atelocynus Cabrera, 1940       | - Atelocynus microtis |
| Cerdocyonina Tedford et al., 2009 | Chó dạng cáo Nam Mỹ. |          | Chrysocyon Smith, 1839         | - Chrysocyon brachyurus |
| Cerdocyonina Tedford et al., 2009 | Chó dạng cáo Nam Mỹ. |          | †Dusicyon C. E. H. Smith, 1839 | - †Dusicyon australis - †Dusicyon avus - †Dusicyon cultridens                                                                      |
| Cerdocyonina Tedford et al., 2009 | Chó dạng cáo Nam Mỹ. |          | Lycalopex Burmeister 1854      | - Lycalopex culpaeus - Lycalopex fulvipes - Lycalopex griseus - Lycalopex gymnocercus - Lycalopex sechurae - Lycalopex vetulus     |
| Cerdocyonina Tedford et al., 2009 | Chó dạng cáo Nam Mỹ. |          | Cerdocyon C. E. H. Smith, 1839 | - Cerdocyon thous |
| Cerdocyonina Tedford et al., 2009 | Chó dạng cáo Nam Mỹ. |          | †Protocyon Giebel 1855         | - †P. orcesi Hoffstetter 1952 - †P. tarijensis Ameghino 1902 - †P. troglodytes Lund 1838, type                                     |
| Cerdocyonina Tedford et al., 2009 | Chó dạng cáo Nam Mỹ. |          | †Theriodictis Mercerat, 1891   | - †Theriodictis platensis |